# Arblade-le-Haut
Arblade-le-Haut è un comune francese di 287 abitanti situato nel dipartimento del Gers nella regione dell'Occitania.

## Società

### Evoluzione demografica
Abitanti censiti